# Крістоф Аймер
Крістоф Аймер (нім. Christoph Eimer, 12 березня 1977) — німецький хокеїст на траві.
Бронзовий призер Олімпійських Ігор 2004 року, учасник 2000 року.
Чемпіон світу 2002 року, бронзовий призер 1998 року.
Переможець Трофею чемпіонів 1997, 2001 років, срібний призер 2000 року.